# Europs euplectoides
Europs euplectoides es una especie de coleóptero de la familia Monotomidae.

## Distribución geográfica
Habita en Panamá.